# Prozaizm
Prozaizm – element językowy pochodzący spoza stylu artystycznego (właściwy np. dla stylu obiegowego lub naukowego), w ujęciu funkcjonalnym: środek tego rodzaju zastosowany w wypowiedzi poetyckiej. Pojawienie się prozaizmu może wynikać z niedostatecznego warsztatu pisarskiego, częściej jednak jest zamierzonym zabiegiem i ma na celu nadanie wypowiedzi specyficznego nacechowania stylistycznego, np. w wierszu K.I. Gałczyńskiego:

Chciałem tam wejść, na Heraklita,

nie jestem chuchrak ni słabeusz,

ale policjant wciąż się pyta

– Przepraszam, czy pan jest Orfeusz?

Przeciwieństwem prozaizmów są poetyzmy.